# Jalung
Jalung (kineski: Yalong Jiang)  je velika lijeva pritoka rijeke Jangcea u centralnoj i južnoj Kini duga 1 187 km.

## Zemljopisne karakteristike
Rijeka Jalung izvire na nadmorskoj visini od 5 000 m, u Planinama Bajan Kara Ula (dio tibetske visoravni) na jugu pokrajine Ćinghaj.
U svom gornjem toku Jalong teče od Planina Bajan Kara Ula preko sjeverozadnih dijelova pokrajine Sečuan. Ispod gradića Ganzi naglo skreće na jugozapad duž padina Gorja Tasue-šan. Nakon nekoliko velikih meandara na jugu tog gorja Jalong se spaja s rijekom Jangce na jugu Sečuana skoro kod granice s provincijom Junan. (26°36′20″N 101°48′05″E / 26.605639°N 101.801306°E)
Jalung ima sliv velik oko 144 000 km², koji se prostire preko planinskog kraja i prosječni istjek od 2 000 m3/s na svom ušću u Jangce.
Jalung je silovita planinska rijeka, s velikom količinom vode, zbog tog je na rijeci 1980-ih izgrađeno nekoliko velikih brana i hidroelektrana.
Sve donedavno kotlina rijeke bila je veliki trgovački put iz Chengdua u Sečuan prema Dalija u Junanu i jugozapadnoj Kini i sjeveru Mianmara.

## Povezane stranice
- Jangce
- Popis najdužih rijeka na svijetu

## Vanjske poveznice
- Yalong River na portalu Encyclopædia Britannica (engl.)